# Jerry Kennedy
Jerry Glenn Kennedy (* 10. August 1940 in Caddo Parish/Louisiana) ist ein viel gefragter Sessiongitarrist und erfolgreicher Musikproduzent in der US-amerikanischen Countrymusik.

## Werdegang
Sein Vater Gordon Kennedy war Polizist beim örtlichen Sheriff. Sohn Jerry lernte 1951 bei Tilman Franks Gitarre, fing danach als Gitarrist bei der Louisiana Hayride in Shreveport an, wo er 1954 einen Live-Auftritt von Elvis Presley verfolgte. Es wurde für ihn zum Ritual, samstags die berühmte Countrymusik-Show aufzusuchen. Im Februar 1953 nimmt er als Jerry Glenn vier Titel bei einer Radiostation in Dallas auf, darunter sein späterer Hit 16 Chickens and a Tambourine. Im September 1953 entstehen seine ersten Studioaufnahmen in Nashville, wiederum vier Titel. Seine erste Aufnahmesession für RCA fand am 14. Dezember 1957 erneut in Nashville statt. Einziger kleiner Erfolg der ab März 1953 veröffentlichten Singles ist das im Juni 1953 auf den Markt gekommene 16 Chickens and a Tambourine, dem ein intensives Airplay zugutekommt. Danach sprang er für Tom Tomlinson als Gitarrist bei Johnny Horton ein.

## Sessiongitarrist und Produzent
Musikproduzent Shelby Singleton wurde auf den ambitionierten Gitarristen durch das Rockabilly-Stück Holy One aufmerksam, einer Coverversion des Freddy-Fender-Hits aus dem Jahr 1959, das Singleton 1960 für Checker Records (#949) mit Kennedy produzierte. Singleton beaufsichtigte auch drei Sessions von Tom Tomlinson und Jerry Kennedy ab 28. Oktober 1960, als beide Gitarristen Aufnahmen für eine LP als Tom & Jerry einspielten. Im Januar 1961 holte ihn Shelby Singleton nach Nashville zu Mercury Records, die stark im Country-Sektor tätig waren. Kennedy gehörte inzwischen zum Kern des Nashville A-Teams, einer losen Gruppierung von Sessionmusikern in Nashville. Fortan wirkte er als Gitarrist bei einer Vielzahl von Aufnahmesessions für das Country-Repertoire von Mercury Records mit. Das war insbesondere der Fall bei Roger Miller ab 19. September 1961, zu dessen Produzent er ab 11. Januar 1964 aufstieg und auch bei dem Hit King of the Road vom 3. November 1964, wo Kennedy mit Fingerschnippen und Gitarre beteiligt war. Er taucht auch am 1. August 1964 als Gitarrist bei Roy Orbisons Millionenseller Oh, Pretty Woman auf, das eines der berühmtesten Gitarren-Intros der Popmusik enthält (gespielt von den Gitarristen Kennedy/Wayne Moss und Billy Sanford). Ab Januar 1963 produziert er den gerade von Capitol Records zu Mercury gewechselten Country-Star Faron Young, kann mit ihm jedoch erst am 28. September 1971 einen Nummer-eins-Hit landen, nämlich It’s Four in the Morning.

Jerry Lee Lewis - To Make Love Sweeter For You

Bereits am 21. September 1961 produzierte Kennedy eine Aufnahmesession in den Sun Studios in Nashville für Jerry Lee Lewis, für den er bei dessen Wechsel zum Mercury-Tochterlabel Smash Records (September 1963) ab Januar 1965 wieder als Produzent (zusammen mit Singleton) zuständig ist. Es wird alles versucht, Lewis wieder zum Hiterfolg zurückzubringen, doch weder ein Wechsel der Tonstudios noch andere Sessionmusiker können dieses Ziel erfüllen. Für den 9. Mai 1967 ist ein Aufnahmetermin in Chips Momans American Sound Studios anberaumt, wo Kennedy erneut die Funktion des Produzenten übernimmt. Aber auch die drei hier eingespielten Titel mit der Studioband des Hauses verhalfen ihm nicht zum Erfolg. Der Durchbruch kam zu spät. Als am 23. Juli 1968 unter Aufsicht von Kennedy der Titel What’s Made Milwaukee Famous entsteht und bis Rang zwei der Country-Charts vordringt, hat sich das Label bereits entschlossen, den im September 1968 auslaufenden Fünfjahresvertrag mit Lewis nicht mehr zu verlängern. Kennedy produziert nachfolgend am 6. November 1968 sogar noch einen Tophit mit Lewis, To Make Love Sweeter For You, das im Januar 1969 in die Countrycharts eintritt. Kennedy bleibt Lewis als Produzent bis Juli 1970 treu. Greil Marcus/Robert Christgau meinen, dass Jerry Lee Lewis nur deshalb nie ein großartiges Album herausgebracht habe, weil Jerry Kennedy durch eine Verschwörung der Mittelmäßigkeit weitgehend dazu beigetragen hätte.
Seit Mai 1965 produzierte Kennedy auch den vormals bei Sun Records unter Vertrag stehenden Charlie Rich, doch dessen große Hits entstanden ab 1973 unter der Aufsicht von Billy Sherrill.
Trotz seiner Funktion als Produzent hatte Kennedy seine Arbeit als Sessiongitarrist nicht vernachlässigt. Sein außergewöhnliches, den Song mitprägendes Dobro-Spiel bei Jeannie C. Rileys Superhit Harper Valley P.T.A. im August 1968 ist dabei hervorzuheben. Dessen Autor Tom T. Hall wird von Kennedy 1968 zu Mercury geholt. Kennedys Hauptinstrument war eine Gibson ES-335, mit der er etwa bei Elvis Presleys Good Luck Charm und Devil in Disguise, Tammy Wynettes Stand By Your Man und auf Bob Dylans Blonde on Blonde-Album zu hören ist.

## Die 1970er Jahre und danach

Johnny Rodriguez - That’s the Way Love Goes

Nachdem sein Mentor Shelby Singleton im Dezember 1966 Mercury Records verlassen hatte, ernannte man Jerry Kennedy im Jahr 1969 zum Chef der Countrymusikabteilung in Nashville. Den größten Erfolg feierte Kennedy als Produzent mit seiner Entdeckung Johnny Rodriguez. Bereits die erste Aufnahmesession vom 11. September 1972 brachte Pass Me By hervor, das Rang neun der Countrycharts belegte. Am 21. November 1972 entstand der erste Tophit You Always Come Back, dem zwei weitere Tophits nachfolgten, darunter das am 11. Juli 1973 aufgenommene und von Lefty Frizzell mitkomponierte That’s The Way Love Goes. Insgesamt beaufsichtigte Kennedy 17 Top-10-Hits, darunter sechs Tophits von Rodriguez, bis dieser 1979 zu Epic Records wechselte. Ab dem 11. September 1971 produziert er bei Mercury Records auch die Statler Brothers, die lange Zeit die Eigenheit pflegten, pro Aufnahmetermin nicht mehr als drei Titel einzuspielen. Das war auch am 18. Januar 1978 der Fall, als Do You Know You Are My Sunshine entstand, das nach Veröffentlichung im März 1978 zur ersten Nummer eins der Country-Charts für die unechten Brüder wurde. Kennedy blieb ihr Produzent bis zu ihrer Auflösung 2001, nachdem er für 24 Top-10-Hits – darunter 4 Tophits – verantwortlich zeichnete.
Ab April 1971 produziert er auch die Country-Legende Bobby Bare, die LP Where Have All the Seasons Gone (Januar 1971) ist charakteristisches Markenzeichen mit Kennedy als Gitarrist und Dobrospieler. Im Mai 1973 nimmt er Penny DeHaven unter Vertrag, allerdings ohne jeglichen Erfolg. Beharrlich beaufsichtigte er die Plattenaufnahmen auch von Reba McEntire seit Januar 1976, bis am 19. März 1980 im Sound Stage Studio von Shelby Singleton mit (You Lit Me) Up to Heaven ein erster Top-10-Hit entsteht. Die erste Nummer eins der Country-Charts für Reba produziert Kennedy am 11. November 1981 mit Can’t Even Get the Blues, der mit You’re the First Time I’ve Thought About Leaving nach Veröffentlichung im Januar 1983 die zweite Topnotiz folgte. Als Reba McEntire im November 1983 zu MCA Records wechselte, war Kennedy nicht mehr zuständig, ihre erfolgreiche Country-Karriere setzte sich jedoch weiter fort.
Im September 1984 hatte Kennedy das Mercury-Label nach 23-jähriger Tätigkeit verlassen und seine eigene Produktionsgesellschaft JK Productions gegründet. Mercury zahlte ihm zwar kein Gehalt mehr, musste jedoch die Produktionskosten etwa für die Statler Brothers an JK Productions entrichten.
Als Moe Bandy im August 1986 zu MCA Records wechselte, übernahm Kennedy die Produktionsaufsicht. Ein erster Erfolg war Till' I'm Too Old To Die Young, das im März 1987 Rang 6 der Country-Charts erreichte. Nach Americana, einem Rang 8 der Country-Charts, endete der Erfolg. Kennedys letzte Session mit Bandy fand im November 1988 statt.
Sein Sohn Gordon Kennedy spielt auf der Gibson ES-335 bei Aufnahmen von Faith Hill, Michael McDonald, Amy Grant oder Garth Brooks.